# 肖菝葜属
肖菝葜属（学名：Heterosmilax）是菝葜科下的一个属，为藤本植物。该属共有约10种，分布于东亚。
现并入菝葜属（Smilax L., 1753）中。